# 容基耶尔 (瓦兹省)
容基耶尔（法語：Jonquières，法語發音：[ʒɔ̃kjɛʁ] ⓘ）是法国瓦兹省的一个市镇，属于贡比涅区。

## 地理
容基耶尔（49°23'23"N, 2°43'49"E）面积7.32 平方千米，位于法国上法蘭西大區瓦兹省，该省份为法国北部内陆省份，北起索姆省，西接厄尔省和滨海塞纳省，南至塞纳-马恩省和瓦兹河谷省，东临埃纳省。
与容基耶尔接壤的市镇（或旧市镇、城区）包括：雷米、阿尔西、康利、若镇、拉谢勒、隆格伊圣玛丽、勒默。

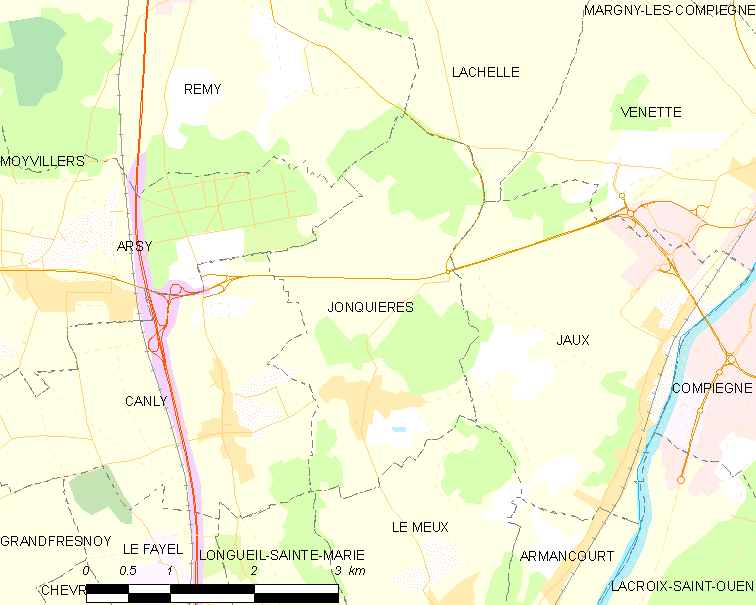
的OSM定位图

容基耶尔的时区为UTC+01:00、UTC+02:00（夏令时）。

## 行政
容基耶尔的邮政编码为60680，INSEE市镇编码为60326。

## 政治
容基耶尔所属的省级选区为贡比涅第二县。

## 人口

1962-2008年间人口变化图示

容基耶尔于2022年1月1日时的人口数量为600人。